# Gustav Paulukum
Gustav Paulukum était un militant du Parti social-démocrate indépendant d'Allemagne, né à Schillupönen (de), arrondissement de Stallupönen en province de Prusse-Orientale, le 18 janvier 1884 et mort en 1956. Il a été membre du conseil national révolutionnaire de la première république des conseils de Bavière, qui a gouverné la Bavière du 7 au 13 avril 1919, en qualité de délégué aux transports (Volksbeauftragter für Verkehr).
Gustav Paulukum était ouvrier, travaillant dans la construction de matériel ferroviaire.
Il est resté dans les mémoires pour avoir reçu une célèbre lettre de Franz Lipp lui annonçant une déclaration de guerre au Wurtemberg et à la Suisse.